# 10A busz (Szolnok)
A szolnoki 10A jelzésű autóbuszok a Szolnok Ispán körutat (belváros) kötik össze a VOLÁN Zrt.-vel (Pletykafalu).
A járat menetideje 18 perc, mely ha a Kenyérgyártól vagy a Kenyérgyárig közlekedik 21 percre módosul.

## Hosszított menettávú járatok
Egyes járatok a Kenyérgyárig, illetve a Kenyérgyártól közlekednek:
- Kenyérgyártól induló járatok:
  - munkanapokon: 9.07; 19.47; 22.17
  - szombati és munkaszüneti napokon: 19.47; 22.17
- Kenyérgyárig közlekedő (Szolnok Ispán körúttól induló) járatok:
  - munkanapokon: 5.25; 8.45; 19.30; 21.35
  - szombati és munkaszüneti napokon: 19.30; 21.35

## Útvonala
| Nagysándor József út – Szolnok Ispán körút | Szolnok Ispán körút – Nagysándor József út |
| --- | --- |
| - Nagysándor József út - Abonyi út - Bajcsy Zsilinszky út - József Attlia út - Baross Gábor út - Ságvári Endre út - Ady Endre út - Szolnok Ispán körút | - Szolnok Ispán körút - Ady Endre út - Ságvári Endre út - Baross Gábor út - József Attlia út - Bajcsy Zsilinszky út - Abonyi út - Nagysándor József út |

## Külső hivatkozások
- A járat menetrendje a Jászkun Volán honlapján
- A járat jelenlegi helyzete a Jászkun Volán intelligens utastájékoztató rendszerében